# Elena Melik
Elena Melik Babakhanian (Pietrogrado, 12 dicembre 1919 – 18 agosto 2009) è stata una giornalista e scrittrice italiana di origine sovietica, nota per le sue rubriche di consigli di bellezza che dispensava dal settimanale Grazia, a cui sono seguiti libri e dischi.

## Biografia
Nasce a il 12 dicembre 1919 a San Pietroburgo da madre di origini armene e religione ortodossa e padre italiano.
Nell'immediato dopoguerra, la famiglia si trasferisce in Italia, dove Elena si converte alla religione cattolica. La madre si mantiene con un lavoro a teatro e qui Elena Melik ha modo di conoscere il trucco degli artisti.
Dopo aver tentato di intraprendere la carriera di ballerina, Elena Melik frequenta una scuola tecnica dove ottiene il diploma di stenodattilografa. Nel 1942 viene assunta come segretaria della presidenza della Mondadori e nel 1948, su suggerimento di Luciano Pedrocchi, direttore editoriale di Bolero Film e di Confidenze, accetta di curare la rubrica "La posta di Elena", dalla quale dispensa consigli di bellezza e di saper vivere. Poi, dal 1952, prende a occuparsi pienamente di cosmetica sulla rivista Grazia. La giornalista semplifica il proprio nome eliminando il secondo cognome Babakhanian, difficile da pronunciare per gli italiani, firmandosi semplicemente Elena Melik.
Nel 1970, incide un disco grazie alla collaborazione con la Juvena, Il disco della bellezza vera, in cui insegna a truccarsi al ritmo di musica.
Muore il 18 agosto 2009.
Per la sua attività ha ricevuto numerosi premi, quali il Montenapoleone d'oro, consegnatole da Giò Ponti, l'oscar quale miglior "Beauty Editress", consegnato da Ira von Fürstenberg.

## Opere
- Il libro della bellezza, Mondadori, 1967
- Elena Melik: gli 80 anni della dispensatrice di Bellezza

## Discografia

### Singoli
- 1964 - Grazia presenta Il corso di ginnastica estetica curato da Elena Melik
- 1970 - Il disco della bellezza vera (Juvena Produits de Beauté, 7")
- Le donne non frequentavano le palestre come fanno oggi